# 瓦卢杰航空

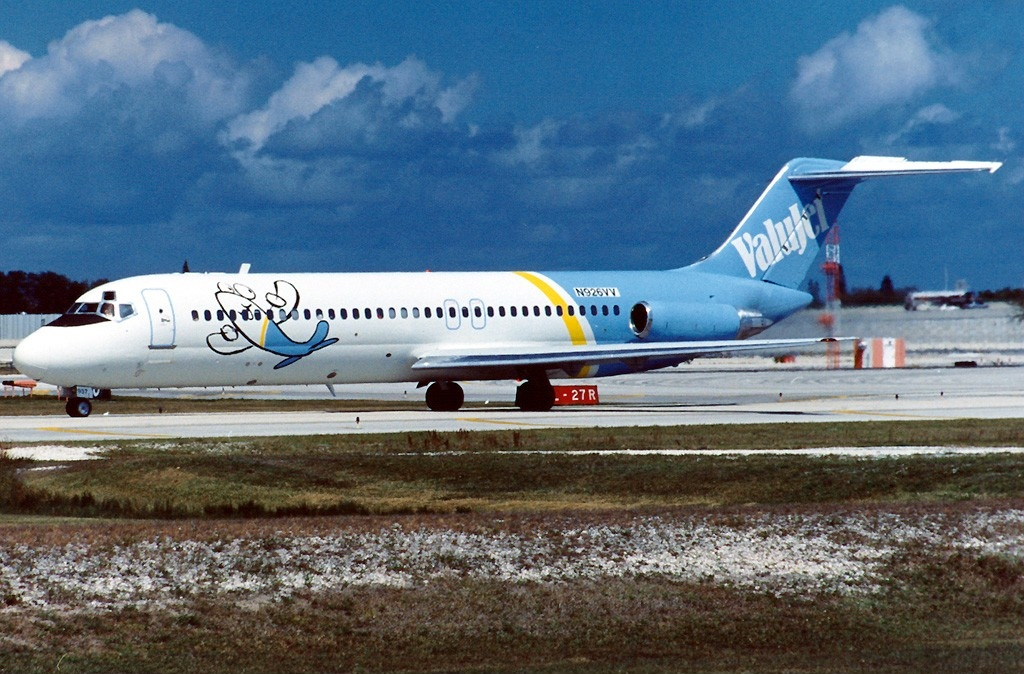
瓦盧傑航空的DC-9，1995年

瓦盧杰航空（Valujet）是一間曾於1992年至1997年間存在的航空公司，總部位於美國喬治亞州。瓦盧杰航空是一間廉價航空，當時使用的機隊主要是DC-9，亦有少數的MD-80。1997年7月，瓦盧傑航空與穿越航空合併，其名稱也不再使用。

## 事故
- 瓦盧傑航空592號班機空難

## 外部連結
- Archive of the ValuJet website
- NTSB Aircraft Accident Report ValuJet Airlines Flight 558 (not referenced above) （页面存档备份，存于）